# 中峰明本
中峰明本（1263年—1323年）生於南宋景定四年，俗姓孫，錢塘新城县人。法嗣於杭州高峰原妙禪師，為臨濟宗楊岐派虎丘紹隆支下破庵系。於元英宗至治三年(紀元1323年)示寂，世壽六十有一、僧臘卅七，師於天目山東岡端坐而逝。
奉全身塔於寺西。十一年後，元順帝追封中峰明本禪師「普應國師」之號，並頒賜法著語錄《天目中峰和尚廣錄》入藏。

## 生平
九歲喪母，十五歲時立志出家，並且禮佛燃臂，誓持五戒，專精研讀《法華經》、《圓覺經》、《金剛經》等大乘經典。
元世祖至元廿四年( 紀元1287年)，從高峰禪師剃染出家，並隨侍於高峰原妙居處天目山。大德八年（1304年），明本於天目山為師原妙守塔，次年任師子院住持。至大元年（1308年），仁宗太子賜號明本「法慧禪師」。元仁宗延祐五年（1318年）仁宗皇帝賜號「佛慈圓照廣慧禪師」及金欄袈裟，並將師子院改名為「師子正宗禪寺」。

## 師承
- 高峰原妙

## 弟子
- 遠溪祖雄[6]
- 復庵宗己
- 無隱元晦
- 業海本凈
- 古先印元
- 明叟齊哲
- 義南
- 天如惟则

## 法著
- 《語錄》十卷[2]
- 《別錄》十卷
- 《信心銘闢義解》一卷
- 《楞嚴征心辯見或問》一卷
- 《金剛般若略義》一卷
- 《山房夜話》一卷
- 《天目中峰和尚廣錄》卅卷
- 《天目明本禪師雜錄》三卷
- 《中峯三時繫念佛事》

## 其他
中峰的弟子天如禅师为了纪念先师，在苏州置地建了一座禅林，取名师子林，这是狮子林园林的前身。

## 外部連結
- 《天目中峰和尚广录》及其《杂录》简介（页面存档备份，存于）
- 天目明本禪師雜錄 （页面存档备份，存于）